# Каліущенко Володимир Дмитрович
Володимир Дмитрович Каліущенко (нар. 2 січня 1947, Первомайськ, Луганська область) — радянський науковець-лінгвіст. Доктор філологічних наук (1989), професор (1990), відділення філології та мистецтвознавства. Після початку російської окупації Донецької області у 2014 році залишився у Донецьку, співпрацює з російською окупаційною владою.

## Життєпис
Понад 30 років працював у Донецькому національному університеті, з 1990 р. до вересня 2014 рокуобіймав посаду декана факультету іноземних мов, завідувача кафедри германської філології.
Від вересня 2014 року — декан факультету іноземних мов університету ДНР.
Основними напрямками наукових інтересів є теорія і історія германських мов, а також лінгвістична типологія, де ним здійснено дослідження на емпіричному матеріалі понад 60 мов.
Результати дослідницьких пошуків викладено в численних публікаціях, серед них дві монографії, видані німецькою мовою в Німеччині. Наукові праці опубліковані в різних фахових виданнях українською, російською, німецькою та англійською мовами.
За його ініціативою вперше в нашій країні в Донецькому національному університеті було відкрито захист кандидатських дисертацій за спеціальністю «порівняльно-історичне і типологічне мовознавство». Очолює спеціалізовану раду із захисту кандидатських дисертацій, створив наукову школу «Типологія, германістика, зіставна лінгвістика».
Здійснює керівництво аспірантами і докторантами. Кандидатами наук стали 13 його учнів, 2 — докторами наук.
Представляв Україну за кордоном: брав участь в евалюації проектів за програмою Євросоюзу «Темпус/Таціс», за програмою Німецької служби академічних обмінів, керував міжнародним науковим проектом, який виконували науковці факультету разом з інститутом вивчення Німеччини Рурського університету. Бере активну участь у формуванні програми вищої освіти зі спеціальностей «іноземна мова і література» та «переклад», активно працює членом науково-методичної комісії з іноземної філології при Міністерстві освіти і науки України, членом експертної ради з гуманітарних і соціальних наук Державної акредитаційної комісії України.
Академік АН ВШ України з 2001 до 13 червня 2015 року. Рішенням загальних зборів АН ВШ України позбавлений звання академіка за співпрацю з терористичною організацією «ДНР».

## Нагороди, відзнаки
Нагороджений відзнаками «Заслужений працівник освіти України», «За наукові досягнення».